# Pallavolo ai Giochi asiatici - Torneo femminile
Il torneo femminile di pallavolo ai Giochi asiatici è una competizione pallavolistica per squadre nazionali asiatiche, organizzata con cadenza quadriennale dal COA, durante i Giochi asiatici.

## Edizioni
| Edizione      | Edizione      | Podio         | Podio         | Podio         |
| Anno          | Organizzatore | Campione      | Seconda       | Terza         |
| ------------- | ------------- | ------------- | ------------- | ------------- |
| 1962 Dettagli | Giacarta      | Giappone      | Corea del Sud | Indonesia     |
| 1966 Dettagli | Bangkok       | Giappone      | Corea del Sud | Iran          |
| 1970 Dettagli | Bangkok       | Giappone      | Corea del Sud | Cambogia      |
| 1974 Dettagli | Teheran       | Giappone      | Corea del Sud | Cina          |
| 1978 Dettagli | Bangkok       | Giappone      | Cina          | Corea del Sud |
| 1982 Dettagli | Nuova Delhi   | Cina          | Giappone      | Corea del Sud |
| 1986 Dettagli | Seul          | Cina          | Giappone      | Corea del Sud |
| 1990 Dettagli | Pechino       | Cina          | Corea del Sud | Giappone      |
| 1994 Dettagli | Hiroshima     | Corea del Sud | Cina          | Giappone      |
| 1998 Dettagli | Bangkok       | Cina          | Corea del Sud | Giappone      |
| 2002 Dettagli | Pusan         | Cina          | Corea del Sud | Giappone      |
| 2006 Dettagli | Doha          | Cina          | Giappone      | Taipei cinese |
| 2010 Dettagli | Canton        | Cina          | Corea del Sud | Kazakistan    |
| 2014 Dettagli | Incheon       | Corea del Sud | Cina          | Thailandia    |
| 2018 Dettagli | Giacarta      | Cina          | Thailandia    | Corea del Sud |
| 2022 Dettagli | Hangzhou      | Cina          | Giappone      | Thailandia    |

## Medagliere
| Pos. | Squadra       | 1º posto | 2º posto | 3º posto | Totale |
| ---- | ------------- | -------- | -------- | -------- | ------ |
| 1    | Cina          | 9        | 3        | 1        | 13     |
| 2    | Giappone      | 5        | 4        | 4        | 13     |
| 3    | Corea del Sud | 2        | 8        | 4        | 14     |
| 4    | Thailandia    | 0        | 1        | 2        | 3      |
| 5    | Cambogia      | 0        | 0        | 1        | 1      |
| 5    | Indonesia     | 0        | 0        | 1        | 1      |
| 5    | Iran          | 0        | 0        | 1        | 1      |
| 5    | Kazakistan    | 0        | 0        | 1        | 1      |
| 5    | Taipei cinese | 0        | 0        | 1        | 1      |